# Anthedonella theobroma
Anthedonella theobroma is een vlinder uit de familie wespvlinders (Sesiidae), onderfamilie Sesiinae.
Anthedonella theobroma is voor het eerst wetenschappelijk beschreven door Bradley in 1957. De soort komt voor in het Oriëntaals gebied.